# Lac Guájaro
Le lac Guájaro  est un lac de barrage situé dans le département d'Atlántico, en Colombie.

## Géographie
Le lac Guájaro est bordé par les municipalités de Repelón, Candelaria et Sabanalarga. Il est situé à 50 km au sud-ouest de la ville de Barranquilla. 
Il a un volume de 400 millions de m3, pour une superficie de 160 km2, ce qui en fait la plus étendue des retenues d'eau du pays.